# Bruguiera hainesii
Bruguiera hainesii là một loài thực vật có hoa trong họ Rhizophoraceae. Loài này được C.G.Rogers mô tả khoa học đầu tiên năm 1919.